# Список самых длинных рек США (по основному руслу)

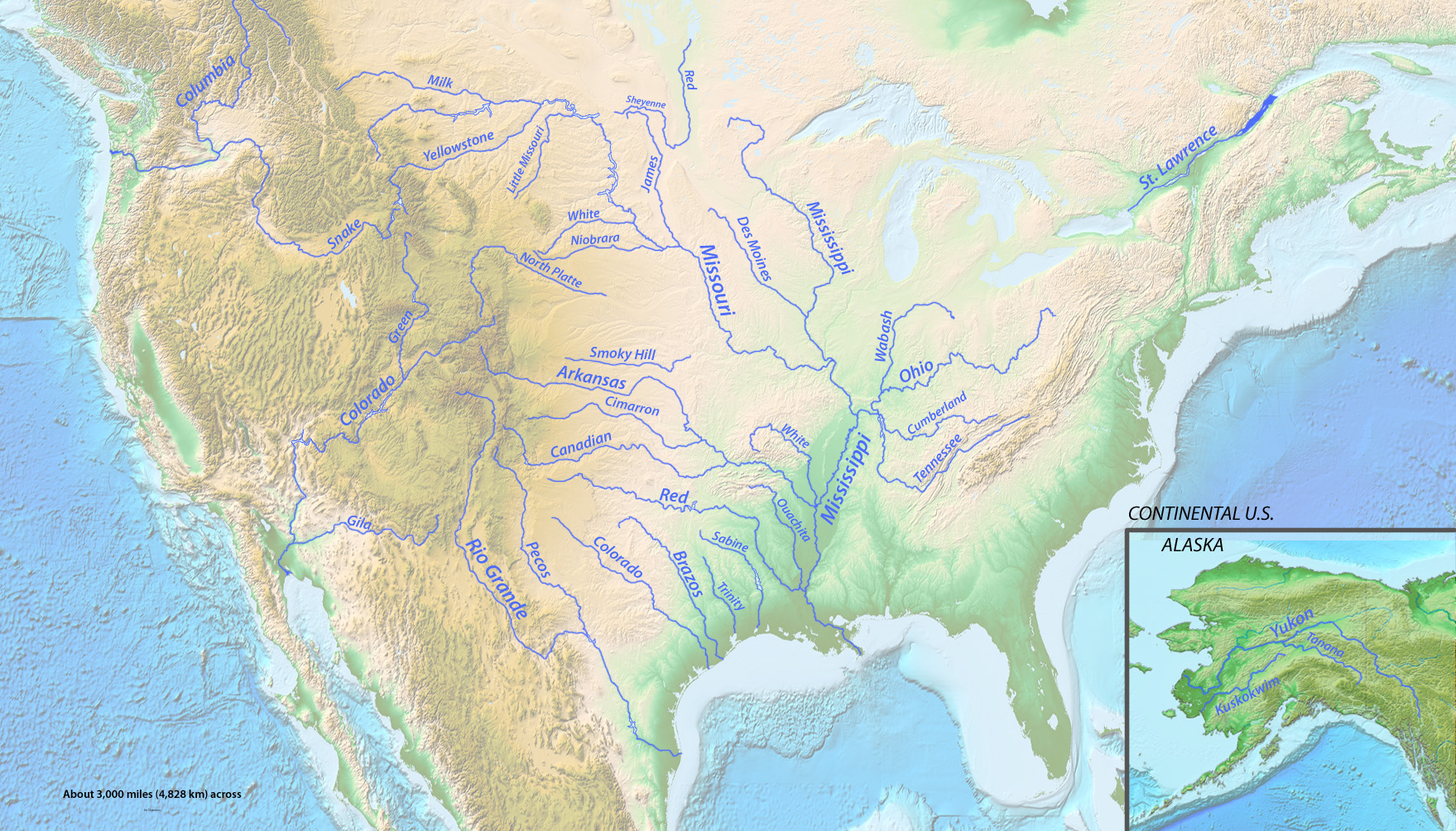
Самые длинные реки США

В нижеследующем списке указаны 38 самых длинных рек США. Именно 38 рек этой страны имеют длину основного русла более 500 миль (804,7 км). Поэтому в списке отсутствуют такие реки (широко известные как «длинные») как Атчафалайя, Уилламетт, Саскуэханна.
Семь рек из этого списка пересекают государственные границы или образуют их. Две реки имеют истоки в Канаде, а затем протекают в США; три — начинаются в США, а затем протекают в Канаде (здесь примечательна река Милк, которая пересекает границу дважды: она имеет как исток так и устье в США, но некоторой своей частью протекает по территории Канады); две реки имеют истоки в США, а затем протекают в Мексике или образуют границу с ней. Также водосборный бассейн двух рек (полностью находящихся в США) из этого списка захватывает Канаду, а одной реки — Мексику.
Основным источником для длины рек, площади их водосборных бассейнов и прочих чисел является книга «Реки Северной Америки» 2005 года издания. Если разница в числах, по сравнению с другими источниками, превышает 10 %, даётся необходимый комментарий.
Следует помнить, что возведение плотин (в том числе «отводных»), отводы для нужд сельского хозяйства и другие антропогенные изменения в реках со временем сильно повлияли на расход воды некоторых из них. Например, первичный сток реки Колорадо, по оценкам, составлял 566 м³/сек по сравнению с примерно 40 м³/сек в 2005 году.
В столбце «Протекает через» название административно-территориальной единицы (АТЕ), где находится исток, отмечено маленькой буквой «и» (и); где находится устье — маленькой буквой «у» (у). Название первой АТЕ в этой ячейке — всегда исток, а вот устье — не всегда название последней АТЕ, так как некоторые реки весьма извилисты.

## Список
Сортировка по умолчанию — по длине, по убыванию. Также любой столбец можно отсортировать по алфавиту/в обратном порядке (по возрастанию/убыванию), нажав на заглавие столбца.
| Название          | Длина, км                             | Протекает через                                                                                     | Устье                              | Водосборный бассейн, км² | Расход воды, м³/сек                    | Фото | Комментарии, ссылки |
| ----------------- | ------------------------------------- | --------------------------------------------------------------------------------------------------- | ---------------------------------- | ------------------------ | -------------------------------------- | ---- | --- |
| Миссури           | 3768                                  | Монтанаи, Северная Дакота, Южная Дакота, Небраска, Айова, Канзас, Миссуриу                          | Миссисипи                          | 1 371 017                | 1956 (2160, согласно данным 1990 года) |      | |
| Миссисипи         | 3766 (3779, согласно «Атласу Канады») | Миннесотаи, Висконсин, Айова, Иллинойс, Миссури, Кентукки, Теннесси, Арканзас, Миссисипи, Луизианау | Мексиканский залив                 | 3 270 000                | 18 400                                 |      | Благодаря своим многочисленным притокам, водосборный бассейн реки полностью или частично дренирует 32 (из 48 континентальных) штата США и две канадские провинции. |
| Юкон              | 3190                                  | Британская Колумбияи, Юкон, Аляскау                                                                 | Берингово море                     | 839 200                  | 6340                                   |      | |
| Рио-Гранде        | 2830                                  | Колорадои, Нью-Мексико, Техасу, Чиуауа, Коауила, Нуэво-Леон, Тамаулипасу                            | Мексиканский залив                 | 870 000                  | 37                                     |      | Река является жизненно важным источником воды для семи штатов США и четырёх штатов Мексики, т. к. протекает в основном по засушливым и полузасушливым землям. |
| Колорадо          | 2330                                  | Колорадои, Юта, Аризона, Невада, Калифорния, Сонорау, Нижняя Калифорнияу                            | Калифорнийский залив               | 642 000                  | 40                                     |      | Река является частью одиннадцати национальных парков. Является жизненно важным источником воды для 40 миллионов человек. На реке выстроено огромное количество плотин, в том числе всемирно известная Плотина Гувера. Интенсивный отвод воды привёл к тому, что нижние 160 км реки практически пересохли, и с 1960-х годов она редко достигает своего устья. |
| Арканзас          | 2322                                  | Колорадои, Канзас, Оклахома, Арканзасу                                                              | Миссисипи                          | 414 910                  | 1004                                   |      | |
| Колумбия          | 2000                                  | Британская Колумбияи, Вашингтону, Орегону                                                           | Тихий океан                        | 724 024                  | 7730                                   |      | Крупнейшая река Тихоокеанского Северо-Запада. На реке и её притоках расположено огромное количество плотин , которые дают более 44 % гидроэнергетики США. На реке был расположен «Хэнфордский комплекс» (производство радиоактивных материалов), ныне это место считается самым загрязнённым в стране.                                                       |
| Ред-Ривер         | 1811                                  | Оклахомаи, Техас, Арканзас, Луизианау                                                               | Слияние рек Атчафалайя и Миссисипи | 169 890                  | 852                                    |      | |
| Снейк             | 1674                                  | Вайоминги, Айдахо, Орегон, Вашингтону                                                               | Колумбия                           | 281 000                  | 1565                                   |      | |
| Огайо             | 1575                                  | Пенсильванияи, Огайо, Западная Виргиния, Индиана, Иллинойс, Кентуккиу                               | Миссисипи                          | 529 000                  | 8733                                   |      | Является источником питьевой воды для примерно пяти миллионов человек, но при этом считается одной из самых загрязнённых рек США. |
| Колорадо          | 1560                                  | Техаси, у                                                                                           | Мексиканский залив                 | 103 341                  | 75                                     |      | |
| Теннесси          | 1504                                  | Теннессии, Алабама, Миссисипи, Кентуккиу                                                            | Огайо                              | 105 870                  | 2000                                   |      | |
| Канейдиан-Ривер   | 1458                                  | Колорадои, Нью-Мексико, Техас, Оклахомау                                                            | Арканзас                           | 122 070                  | 174                                    |      | |
| Бразос            | 1390                                  | Техаси, у                                                                                           | Мексиканский залив                 | 115 566                  | 249                                    |      | Фактически является границей между Восточным Техасом и Западным Техасом. |
| Грин-Ривер        | 1230                                  | Вайоминги, Колорадо, Ютау                                                                           | Колорадо                           | 116 200                  | 172                                    |      | Бо́льшая часть течения проходит по засушливому плато Колорадо, где река прорезала одни из самых впечатляющих каньонов в США. |
| Пекос             | 1175                                  | Нью-Мексикои, Техасу                                                                                | Рио-Гранде                         | 113 960                  | 2                                      |      | |
| Уайт-Ривер        | 1159                                  | Арканзаси, у, Миссури                                                                               | Миссисипи                          | 72 189                   | 979                                    |      | |
| Джеймс            | 1140                                  | Северная Дакотаи, Южная Дакотау                                                                     | Миссури                            | 54 240                   | 24,2                                   |      | Река имеет крайне низкий уклон: 0,13 м на 1,6 км пути, что иногда приводит к редкому явлению — обратному течению. |
| Кускокуим         | 1130                                  | Аляскаи, у                                                                                          | Берингово море                     | 124 319                  | 1900                                   |      | Ключевая река для дренажа Внутренней Аляски. Самая длинная река США без единой плотины. |
| Симаррон          | 1123                                  | Оклахомаи, у, Колорадо, Канзас                                                                      | Арканзас                           | 50 540                   | 42                                     |      | Несмотря на значительную длину, на реке не стоит ни одного крупного города. |
| Камберленд        | 1120                                  | Кентуккии, у, Теннесси                                                                              | Огайо                              | 46 430                   | 862                                    |      | |
| Йеллоустон        | 1091                                  | Вайоминги, Монтана, Северная Дакотау                                                                | Миссури                            | 182 336                  | 362                                    |      | |
| Норт-Платт        | 1070                                  | Колорадои, Вайоминг, Небраскау                                                                      | Слияние рек Саут-Платт и Платт     | 90 352                   | 21,9                                   |      | |
| Милк              | 1005                                  | Монтанаи, у, Альберта                                                                               | Миссури                            | 57 839                   | 18,9                                   |      | |
| Уошито            | 974                                   | Арканзаси, Луизианау                                                                                | Блэк-Ривер (Ред-Ривер)             | 64 454                   | 843                                    |      | |
| Святого Лаврентия | 965                                   | Нью-Йорки, Онтариои, Квебеку                                                                        | Залив Святого Лаврентия            | 1 600 000                | 12 600                                 |      | Эстуарий реки считается самым большим в мире; часть его входит в состав национального парка «Сагеней — Сен-Лоран». На реке расположен примечательный архипелаг Тысяча островов, состоящий из 1864 островов. |
| Хила              | 960                                   | Нью-Мексикои, Аризонау                                                                              | Колорадо                           | 149 832                  | 6                                      |      | |
| Шейенн            | 951                                   | Северная Дакотаи, у                                                                                 | Ред-Ривер                          | 23 000                   | 8,2                                    |      | |
| Танана            | 940                                   | Аляскаи, у                                                                                          | Юкон                               | 114 000                  | 1185                                   |      | Река образует живописную долину. Толщина льда зимой достигает 110 см. |
| Смоки-Хилл        | 927                                   | Колорадои, Канзасу                                                                                  | Канзас                             | 49 900                   | 43,7                                   |      | |
| Найобрэра         | 914                                   | Вайоминги, Небраскау                                                                                | Миссури                            | 32 600                   | 49                                     |      | Река дренирует один из самых засушливых участков Великих равнин. |
| Литл-Миссури      | 900                                   | Вайоминги, Монтана, Южная Дакота, Северная Дакотау                                                  | Миссури                            | 21 500                   | 13                                     |      | |
| Сабин             | 890                                   | Техаси, Луизианау                                                                                   | Мексиканский залив                 | 25 268                   | 238                                    |      | |
| Ред-Ривер         | 885                                   | Северная Дакотаи, Миннесотаи, Манитобау                                                             | Озеро Виннипег                     | 287 500                  | 236                                    |      | |
| Де-Мойн           | 845                                   | Миннесотаи, Миссури, Айовау                                                                         | Миссисипи                          | 31 127                   | 182                                    |      | |
| Уайт-Ривер        | 815                                   | Небраскаи, Южная Дакотау                                                                            | Миссури                            | 26 418                   | 16                                     |      | |
| Тринити           | 815                                   | Техаси, у                                                                                           | Залив Галвестон                    | 46 540                   | 222                                    |      | |
| Уобаш             | 810                                   | Огайои, Индианау, Иллинойсу                                                                         | Огайо                              | 85 340                   | 28                                     |      | |